# Aptosimum lugardiae
Aptosimum lugardiae là một loài thực vật có hoa trong họ Huyền sâm. Loài này được (N.E.Br.) E.Phillips mô tả khoa học đầu tiên năm 1950.